# Rio Basarabița
O Rio Basarabiţa é um rio da Romênia afluente do Rio Prăvălen, localizado no distrito de Hunedoara.